# Tillandsia albida
Tillandsia albida là một loài thuộc chi Tillandsia. Đây là loài đặc hữu của México.

## Hình ảnh

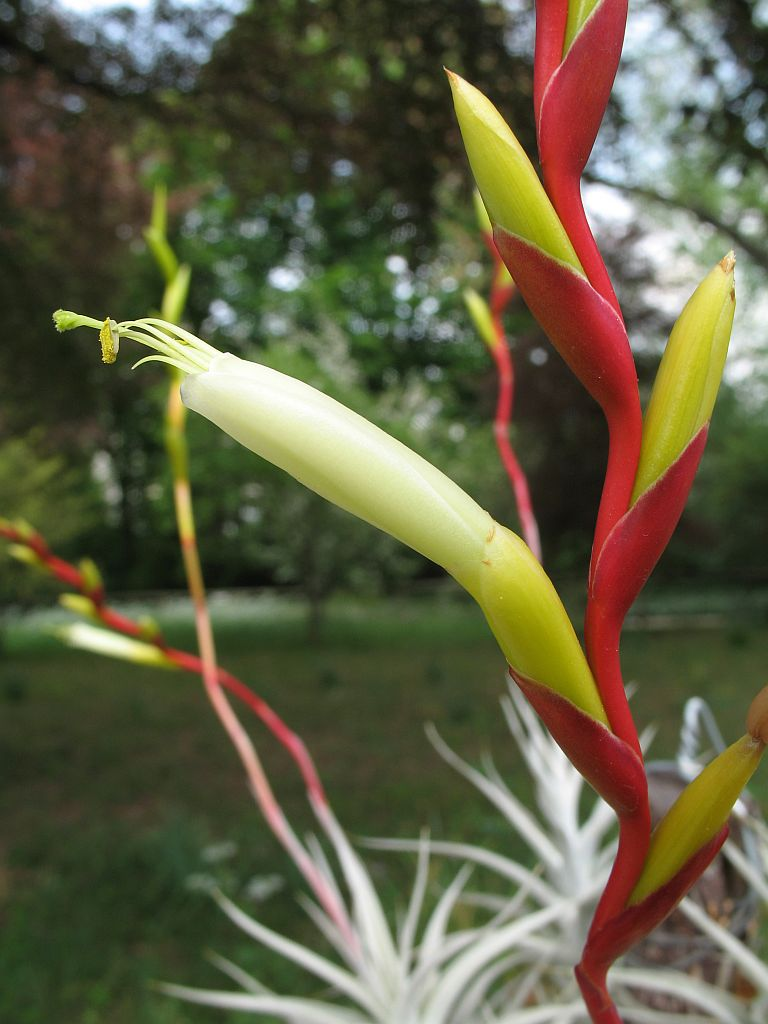
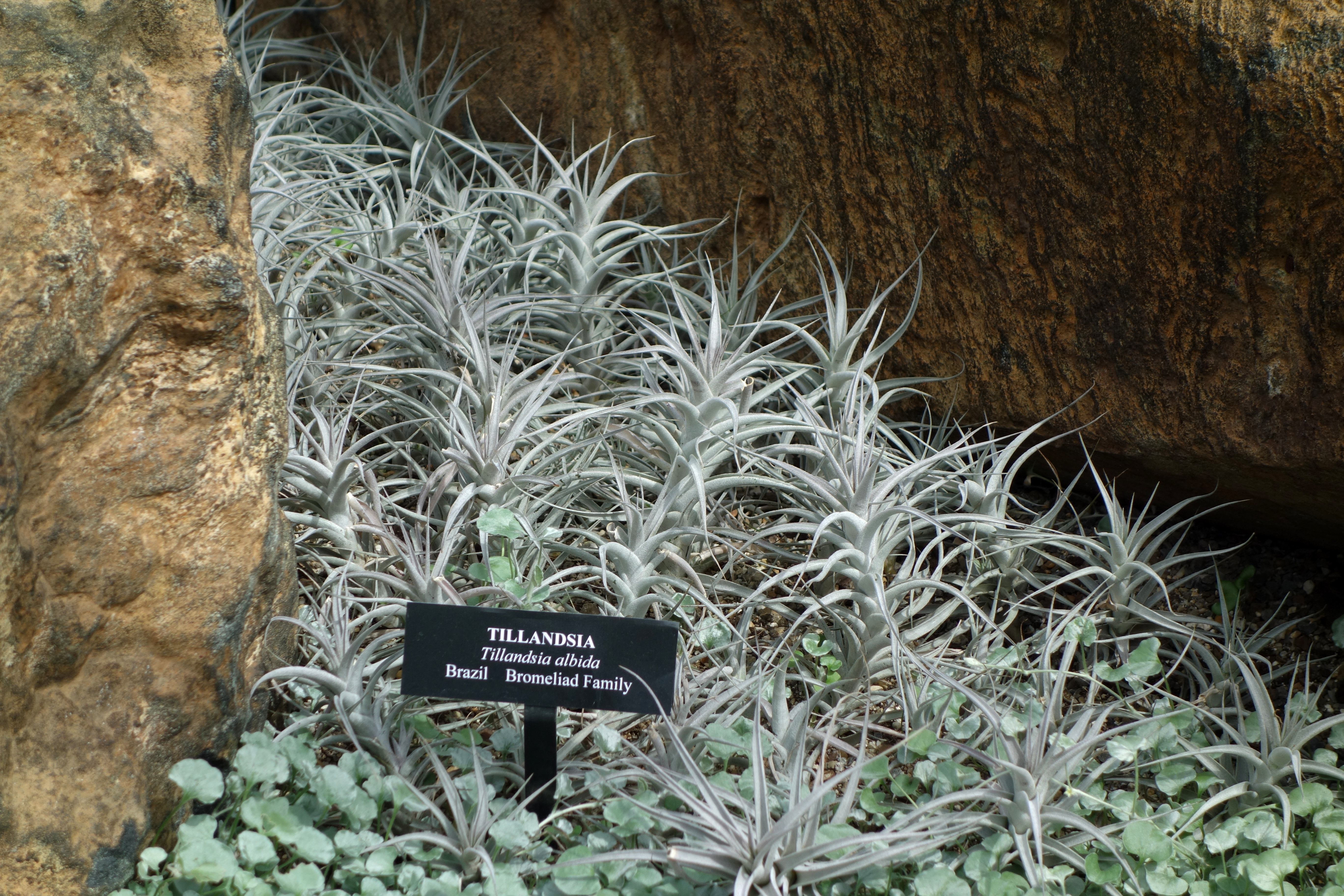

## Giống
- Tillandsia 'Impression Perfection'
- Tillandsia 'Tall Stranger'